# Municipio de Tamuín
El municipio de Tamuín es uno de los 59 municipios del estado mexicano de San Luis Potosí. Cuenta con importantes recursos naturales como el Río Tampaón y la Sierra del Abra-Tanchipa, así como una población principalmente indígena y mestiza.
Su mayor actividad económica son la agricultura y la ganadería, esta última representa una gran tasa de empleo en Tamuín y los municipios aledaños, ya que cuenta con dos importantes empacadoras de carne (Grupo Gusi y Praderas Huastecas) reconocidas a nivel nacional, también tiene una cementera Cemex que es una de las cementeras más importantes del estado, dos plantas termoeléctricas de la AES Corporation y uno de los dos únicos aeropuertos del estado,el Aeropuerto Nacional de Tamuín, lo cual colocan a Tamuín en uno de los centros económicos más importantes de la huasteca potosina.
Además, cuenta con importantes zonas turísticas como El Nacimiento de Tamuín (Manantial de Agua), Reserva de la Biosfera Sierra del Abra-Tanchipa (Reserva Natural que posee flora y fauna endémica de la Huasteca que comparte con Ciudad Valles), su cultura, folclor, tradiciones, platillos típicos y sus sitios arqueológicos (Tamtoc, El Consuelo y Tzintzin-Lujub) reconocidos a nivel internacional son representativos de la cultura huasteca.